# Linköpings domkyrkodistrikt
Linköpings domkyrkodistrikt är ett distrikt i Linköpings kommun och Östergötlands län. 
Distriktet ligger i centrala Linköping och är befolkningsmässigt landskapets såväl som länets största distrikt.

## Tidigare administrativ tillhörighet
Distriktet inrättades 2016 och utgörs av en del av området som till 1971 utgjorde Linköpings stad.
Området motsvarar den omfattning Linköpings domkyrkoförsamling hade 1999/2000 och fick 1989 efter utbrytningar.